# 香港濕地公園

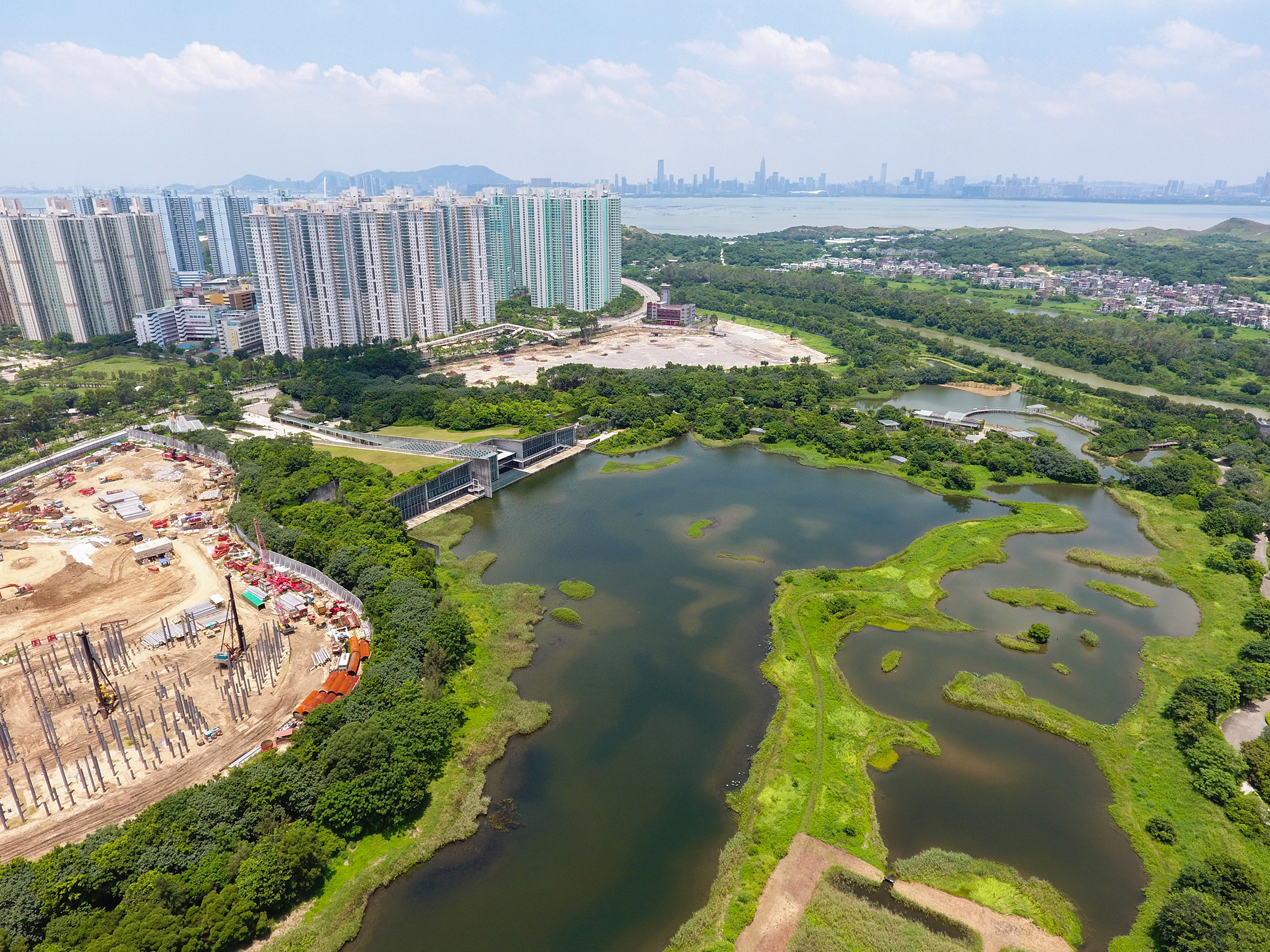
從高處看香港濕地公園（2017年）

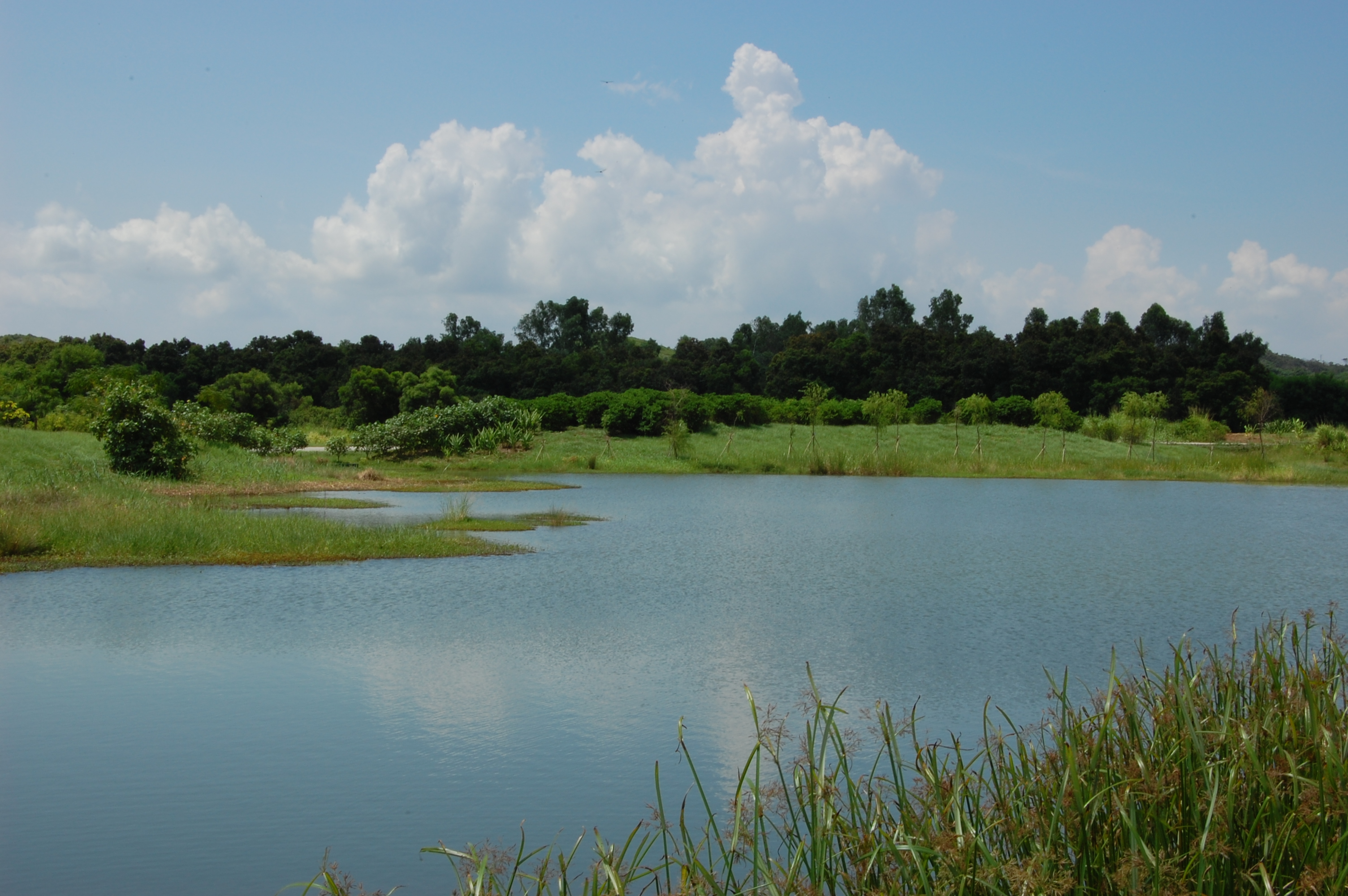
香港濕地公園

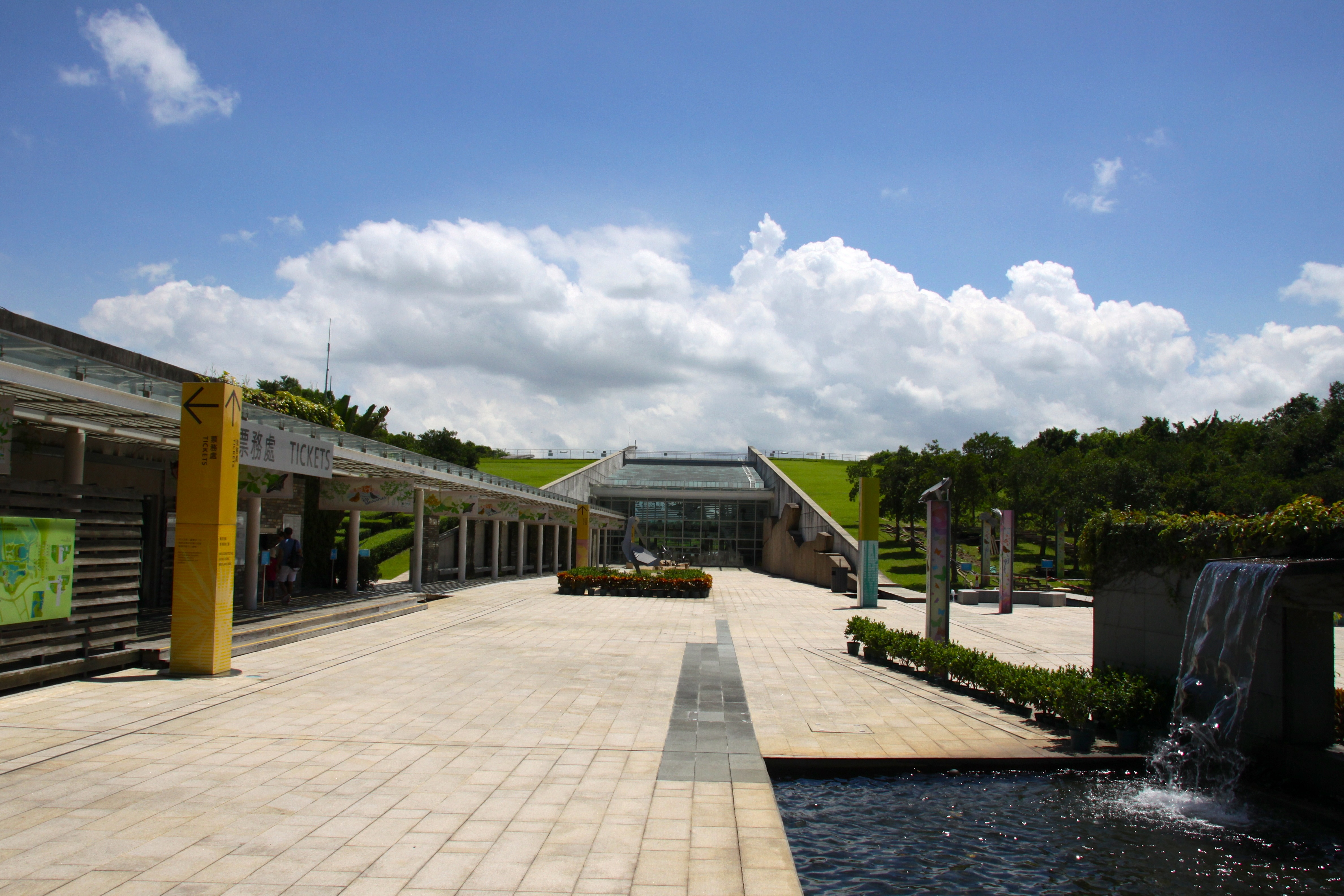
香港濕地公園正門入口

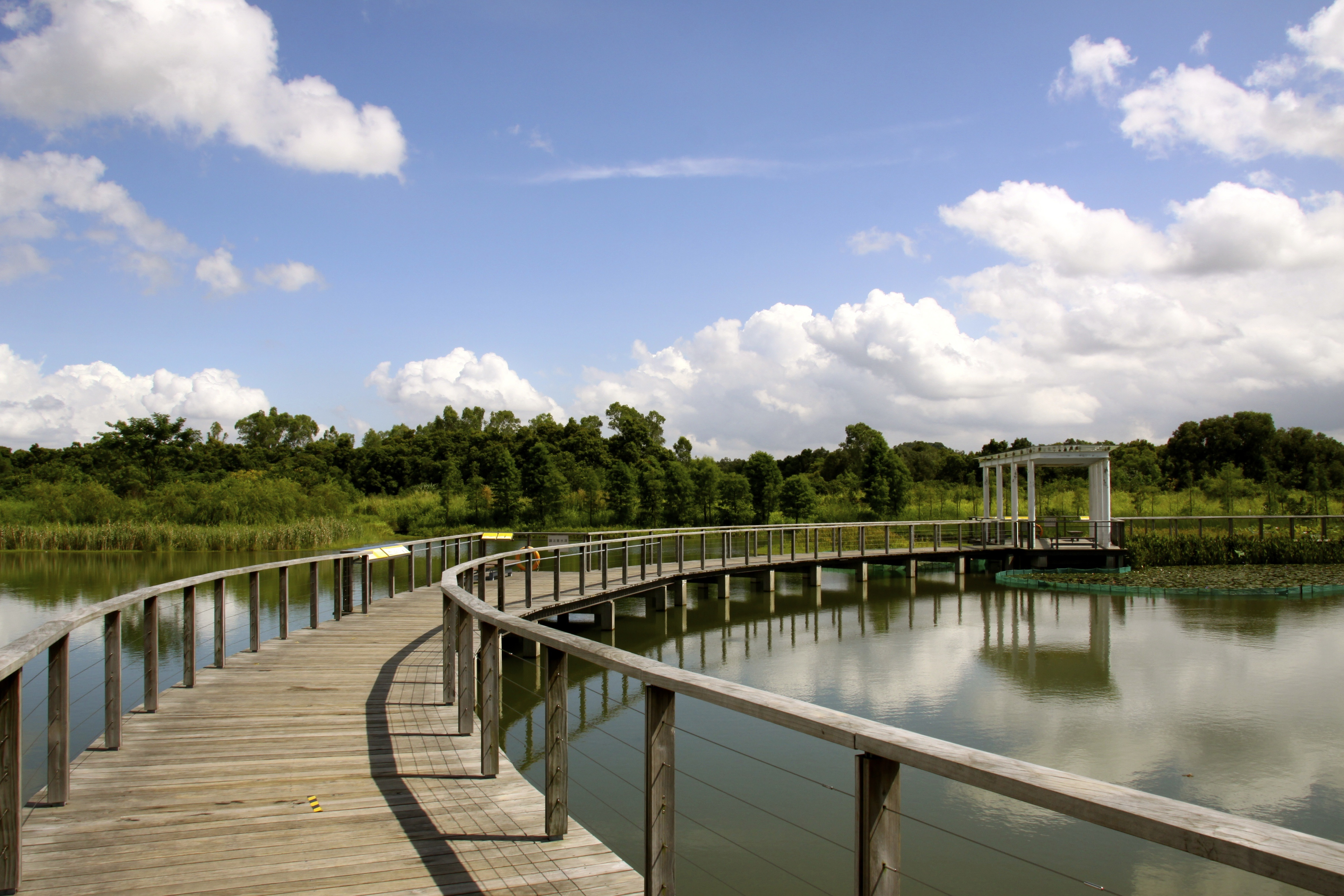
木橋和睡蓮池

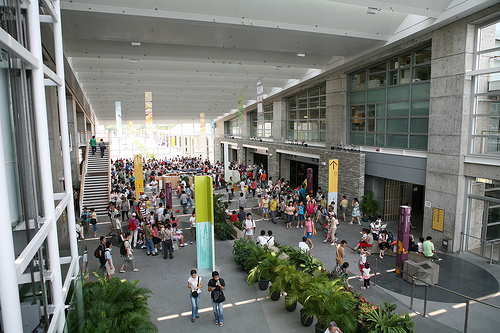
訪客中心大堂

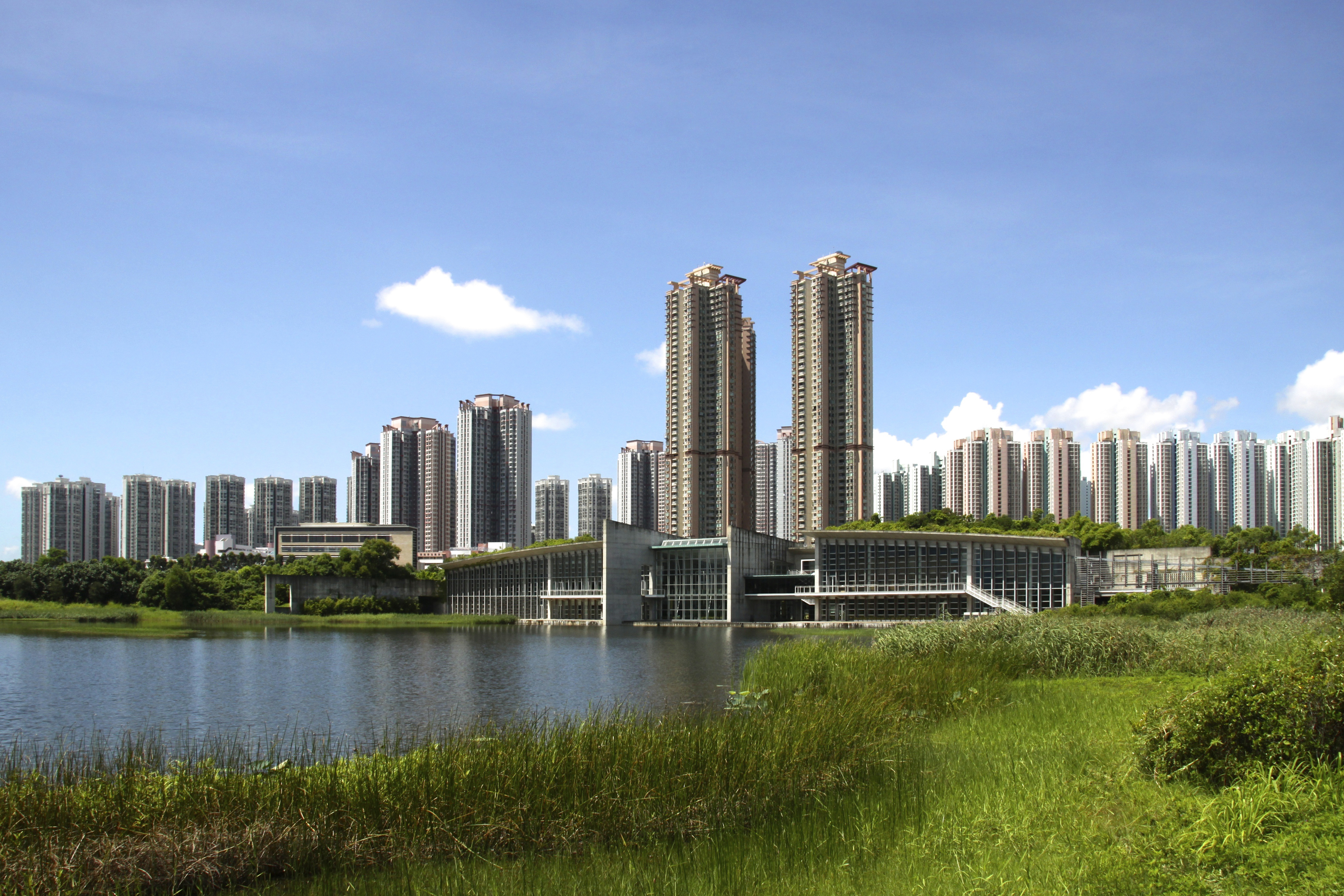
訪客中心和前方的池塘，背後為天水圍新市鎮的屋苑

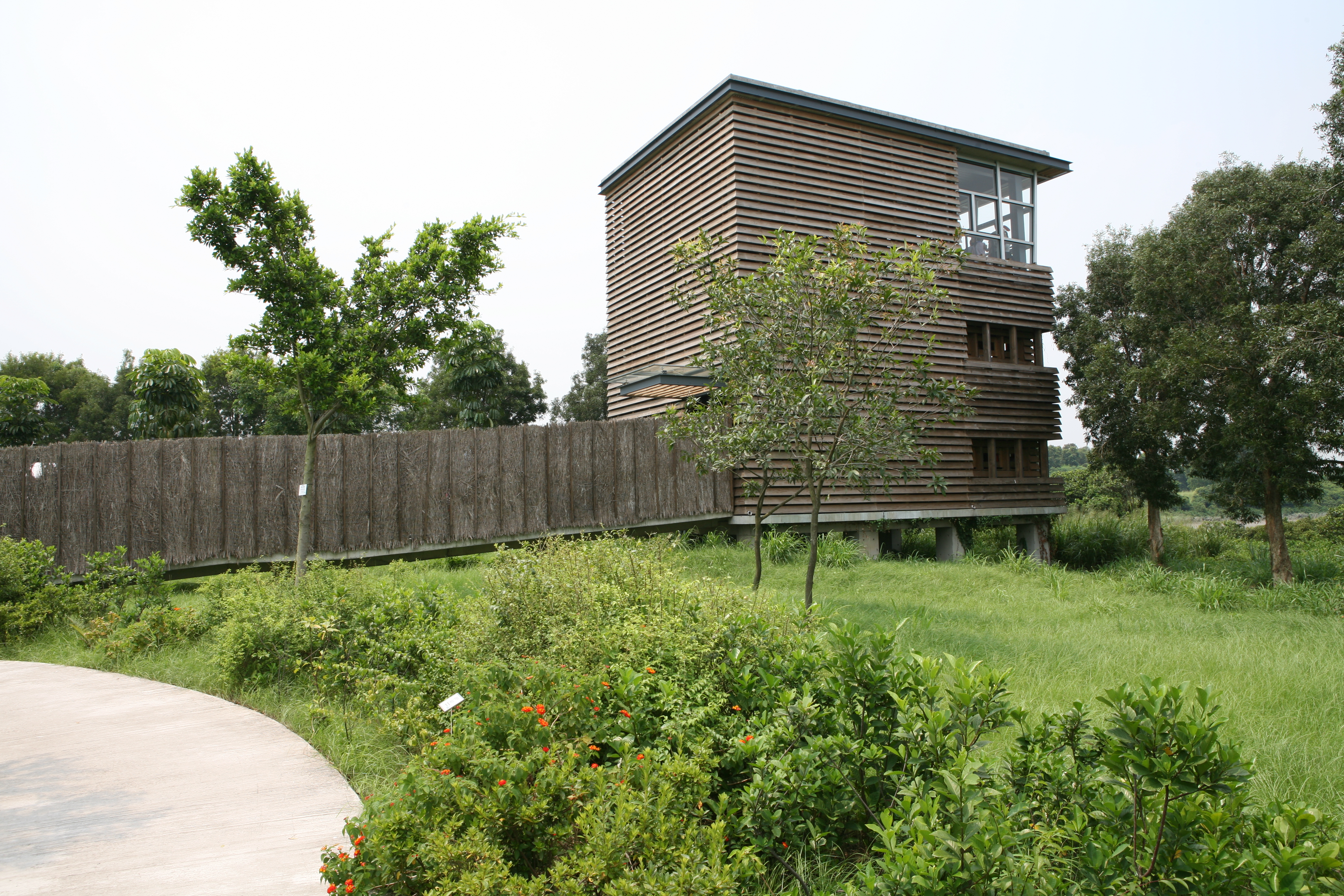
觀鳥屋

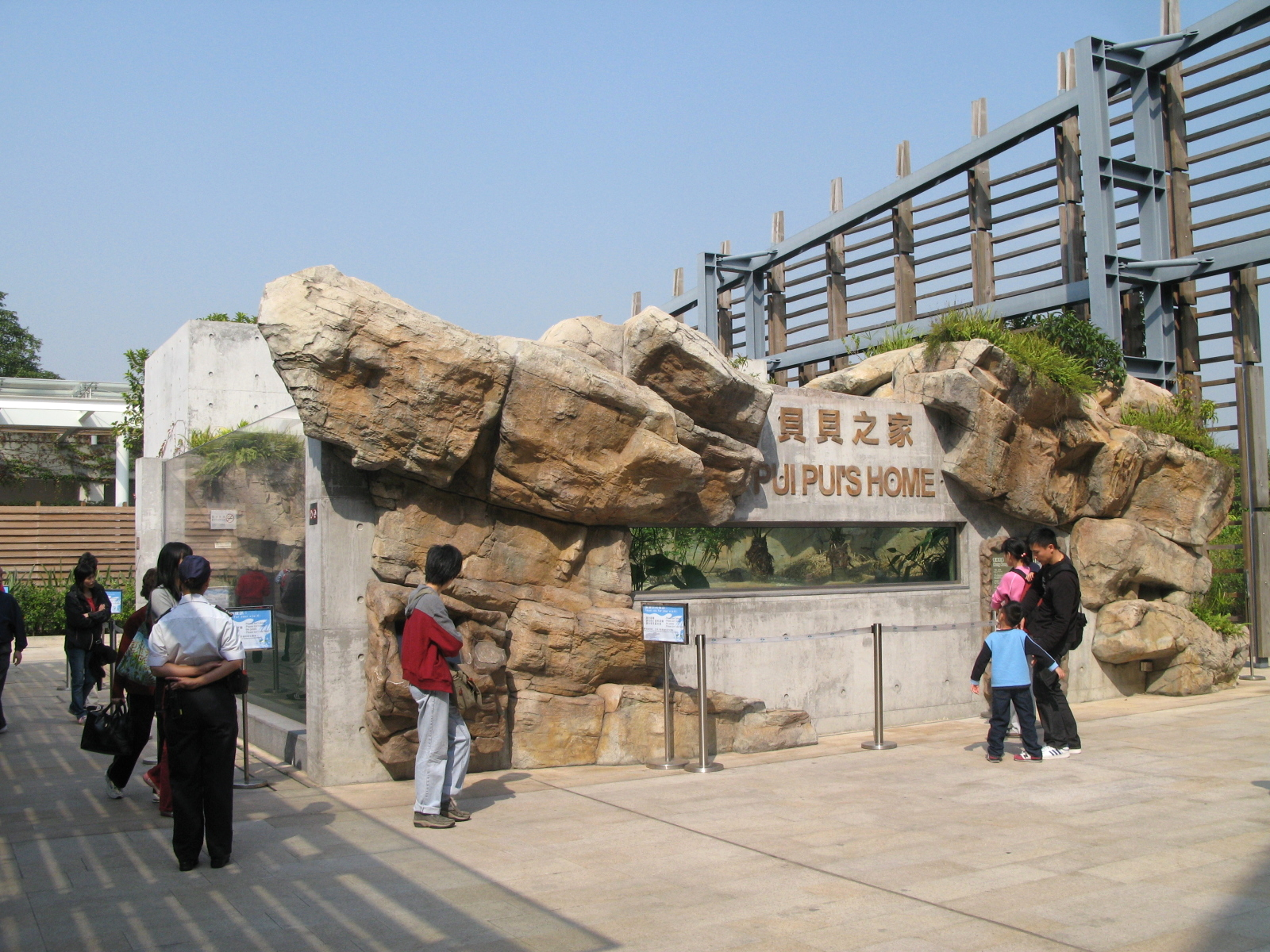
貝貝之家

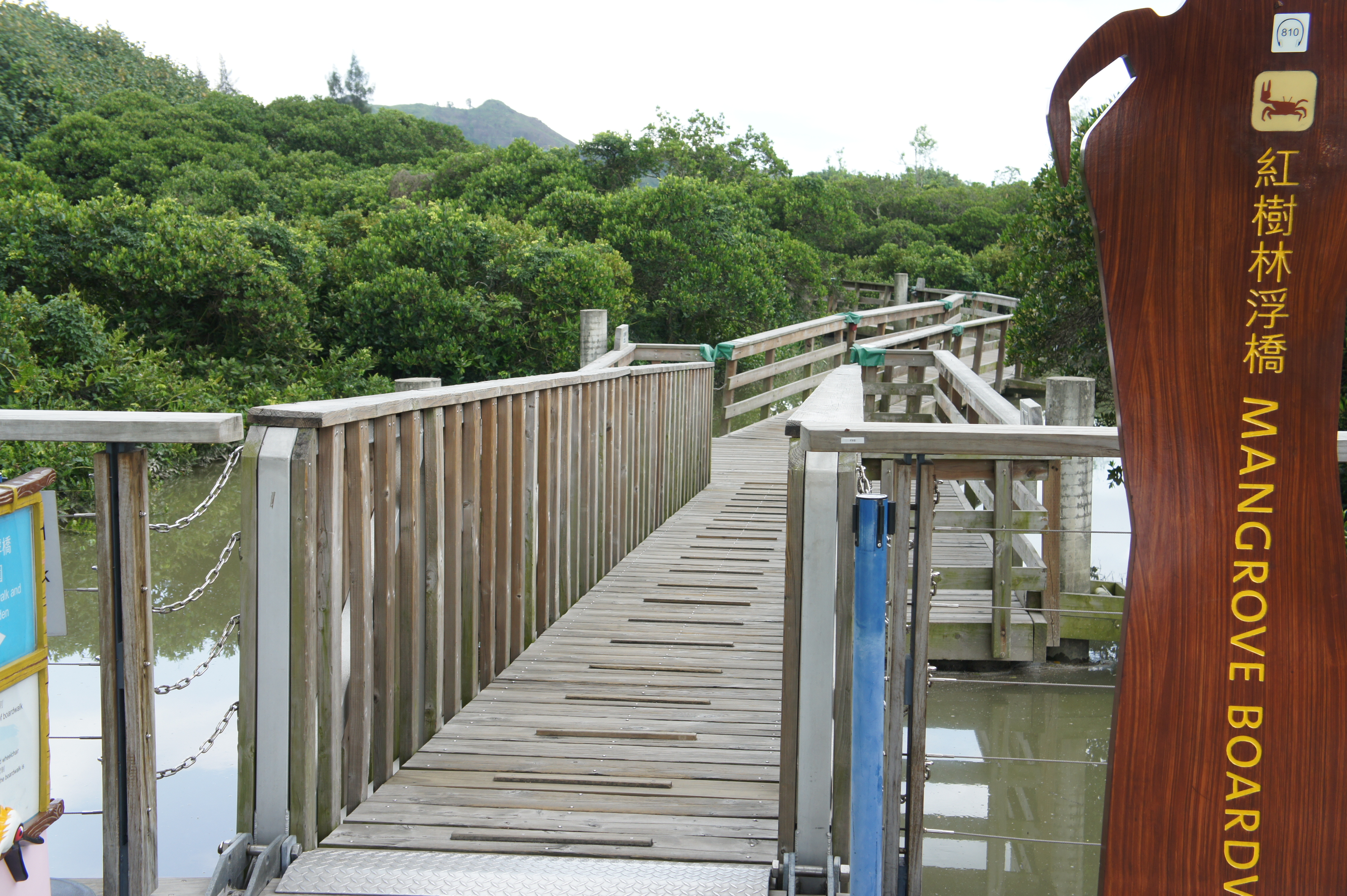
紅樹林浮橋

香港濕地公園（英語：Hong Kong Wetland Park）位於香港新界天水圍北部，於2006年5月19日開幕。佔地61公頃，包括60公頃的戶外保護區及10,000平方米（110,000平方呎）的室內展館。濕地公園原本只是一片普通的濕地。政府在發展天水圍新市鎮的同時，打算用這片土地來重新改造發展時失去的有生態價值的土地。濕地公園也是全香港面積最大的公園。

## 歷史
1998年當時的漁農處（即現在的漁農自然護理署）及香港旅遊協會（即現時的香港旅遊發展局）進行研究，最後決定把這片土地建為國際級的生態旅遊項目，即是香港濕地公園。同時香港濕地公園為米埔濕地保護區的緩衝區，故此特区政府亦希望藉着興建濕地公園來保育濕地，教育市民和吸引遊客。
1999年濕地公園開始興建，這是香港第一個生態環境旅遊項目，耗資約5億港幣。
2000年12月第1期展覽館落成開放，展館位於現時售票處的位置。
2002年12月第二期展覽館動土，由其士建築承建。
2006年5月19日，香港濕地公園舉行開幕典禮，由行政長官曾蔭權主持開幕，次日第2期展覽館落成啟用並對外開放。同年8月15日，灣鱷貝貝正式遷到香港濕地公園「貝貝之家」。
2007年1月1日，隨著《吸煙（公眾衛生）條例》實施，全港多個室內外地點，包括香港濕地公園正式落實全面禁煙，任何人不得在此範圍內吸煙或攜帶燃着的香煙、雪茄或煙斗，違例者最高可被罰款港幣5,000元。由於開幕以來遊客胡亂廢棄的導覽圖數目太多，故於該日開始，遊客如有需要，可於紀念品店以港幣5元購買導覽圖。
2007年1月24日至26日，首屆亞洲國際濕地網絡會議於園內舉行。
2007年2月，一群小綠海龜暫住濕地公園，直到2007年7月放生。
2007年5月，漁農自然護理署於香港濕地公園外之空地發現紅火蟻巢穴。
2007年5月20日，香港濕地公園啟用1週年，新景點「蝴蝶園」開放。
2007年7月1日，香港濕地公園舉行「千蝶翩翩慶回歸」香港特別行政區成立十週年紀念活動。
2008年7月1日，香港濕地公園舉辦「愛蛙年2008」主題展覽及相關公眾活動，展示12種本土蛙類。同一時間，漁農自然護理署與國家地理頻道合作於該臺以英語畫面、粵語旁白（香港有線電視50台及早前33台）播放其由保育主任介紹濕地公園的片段。
2008年12月9日至12月29日，受元朗鳳降村雞場爆發禽流感影響，戶外濕地保護區對外關閉。
2009年2月1日，世界濕地日2009年香港區慶祝活動於香港濕地公園舉行。2月2日，香港濕地公園與新加坡雙溪布洛沼澤保護區成為伙伴濕地。
2009年6月下旬開始，遊客可在公園室內地方，包括票務處、中庭、觀景廊、大家樂餐廳及濕地探索中心使用「香港政府WiFi通」免費無線上網服務。
2009年10月1日至4日，作為慶祝中華人民共和國成立六十周年的活動，連續四天舉行「文化節」宣揚愛護濕地的重要性。
2009年10月17日，「世界濕地日2010」香港區啟動禮於公園舉行，隨即進行「鳥類與濕地」攜手繪出健力士世界紀錄™ 活動。超過二千名來自不同團體和元朗區中小學的學生於公園攜手合作繪畫出一幅長達一千米，以「鳥類與濕地」為主題的畫卷，此活動已打破健力士世界紀錄。
2010年2月6日，世界濕地日2010年香港區慶祝活動於香港濕地公園舉行。
2010年2月13日至28日，香港濕地公園為響應「世界濕地日2010」，公園在農曆新年期間舉辦「濕地文化節」，由港產卡通人物麥兜帶領訪客帶來豐盛的濕地之旅。
2010年5月，香港濕地公園蝴蝶園擴建部份開幕。
2010年10月6日至2011年2月28日，香港濕地公園舉行「觀鳥節2010」活動。
2011年1月29日，世界濕地日2011年香港區慶祝活動於香港濕地公園舉行。
2011年4月20日至10月31日，為紀念香港濕地公園開幕五週年，舉行「濕地有『蝠』」活動。
2011年11月2日至3月12日，香港濕地公園舉行「觀鳥節2011」活動。
2012年1月28日，世界濕地日2012年香港區慶祝活動於香港濕地公園舉行。
2012年2月15日至3月6日，香港濕地公園3公里範圍內發現雀鳥感染禽流感個案，故公園戶外保護區關閉。
2024年6月27日起，香港濕地公園已暫停開放訪客中心內的展覽廊及部分訪客設施，以進行設施提升，提升工程預計2025年底完成。

## 氣候
因為地處內陸及地勢平坦，較少受海水調節溫度的影響，加上土地的吸熱及散熱都較沿海地區快，所以該處較易錄得香港的高溫。以下的氣温平均值是由香港天文台年月數據算出的。
| 香港濕地公園 (2006-2025) | 香港濕地公園 (2006-2025) | 香港濕地公園 (2006-2025) | 香港濕地公園 (2006-2025) | 香港濕地公園 (2006-2025) | 香港濕地公園 (2006-2025) | 香港濕地公園 (2006-2025) | 香港濕地公園 (2006-2025) | 香港濕地公園 (2006-2025) | 香港濕地公園 (2006-2025) | 香港濕地公園 (2006-2025) | 香港濕地公園 (2006-2025) | 香港濕地公園 (2006-2025) | 香港濕地公園 (2006-2025) |
| 月份                     | 1月                      | 2月                      | 3月                      | 4月                      | 5月                      | 6月                      | 7月                      | 8月                      | 9月                      | 10月                     | 11月                     | 12月                     | 全年                     |
| ------------------------ | ------------------------ | ------------------------ | ------------------------ | ------------------------ | ------------------------ | ------------------------ | ------------------------ | ------------------------ | ------------------------ | ------------------------ | ------------------------ | ------------------------ | ------------------------ |
| 历史最高温 °C（°F）      | 30.4 (86.7)              | 30.7 (87.3)              | 32.9 (91.2)              | 35.9 (96.6)              | 37.4 (99.3)              | 36.1 (97.0)              | 38.3 (100.9)             | 39.0 (102.2)             | 36.3 (97.3)              | 36.2 (97.2)              | 33.3 (91.9)              | 32.8 (91.0)              | 39.0 (102.2)             |
| 平均高温 °C（°F）        | 20.6 (69.1)              | 21.8 (71.2)              | 24.2 (75.6)              | 27.0 (80.6)              | 30.0 (86.0)              | 31.8 (89.2)              | 32.9 (91.2)              | 32.6 (90.7)              | 32.4 (90.3)              | 29.8 (85.6)              | 26.2 (79.2)              | 22.0 (71.6)              | 27.7 (81.9)              |
| 日均气温 °C（°F）        | 16.1 (61.0)              | 17.5 (63.5)              | 20.1 (68.2)              | 23.2 (73.8)              | 26.3 (79.3)              | 28.4 (83.1)              | 29.1 (84.4)              | 28.6 (83.5)              | 27.9 (82.2)              | 25.5 (77.9)              | 21.9 (71.4)              | 17.2 (63.0)              | 23.5 (74.3)              |
| 平均低温 °C（°F）        | 12.6 (54.7)              | 14.3 (57.7)              | 17.0 (62.6)              | 20.3 (68.5)              | 23.6 (74.5)              | 25.8 (78.4)              | 26.1 (79.0)              | 25.7 (78.3)              | 24.9 (76.8)              | 22.5 (72.5)              | 18.7 (65.7)              | 13.8 (56.8)              | 20.5 (68.9)              |
| 历史最低温 °C（°F）      | 2.2 (36.0)               | 4.5 (40.1)               | 6.7 (44.1)               | 11.4 (52.5)              | 16.3 (61.3)              | 19.9 (67.8)              | 23.0 (73.4)              | 22.9 (73.2)              | 19.8 (67.6)              | 14.2 (57.6)              | 8.1 (46.6)               | 3.1 (37.6)               | 2.2 (36.0)               |
| 来源：香港天文台         |                          |                          |                          |                          |                          |                          |                          |                          |                          |                          |                          |                          |                          |

## 特別地區
2005年10月1日起生效的《香港濕地公園（特別地區）令》使香港濕地公園成為香港最新的特別地區。此命令授權郊野公園及海岸公園管理局總監（即漁農自然護理署署長）管理香港濕地公園，使之得到更好的保護和管理。
香港濕地公園位於天水圍北部，其所處的土地原本擬用作生態緩解區，以彌補因天水圍新市鎮的都市發展而失去的濕地。在1998年，前漁農署（現更名為漁農自然護理署）及前香港旅遊協會（現更名為香港旅遊發展局）展開了一項有關把該生態緩解區擴展成為一個濕地生態旅遊景點的可行性研究，名為「國際濕地公園及訪客中心」。研究的結論是可在該生態緩解區發展一個濕地公園，而不削弱其生態緩解功能。香港濕地公園的發展更可將該生態緩解區提昇成一個集自然護理、教育及旅遊用途於一身的世界級景點。香港特區政府及後亦將香港濕地公園計劃列為其中一個千禧年發展項目。香港濕地公園於2006年5月20日正式開幕。
佔地約61公頃的香港濕地公園展示了香港濕地生態系統的多樣化及突顯保護它們的重要性。此外，並提供機會闢設以濕地功能及價值為主題的教育及消閒場地，供本地居民及海外遊客使用。

## 設施
香港濕地公園一共分為訪客中心和濕地保護區兩大部份。當中，訪客中心由建築署（馮永基建築師）設計。

### 訪客中心

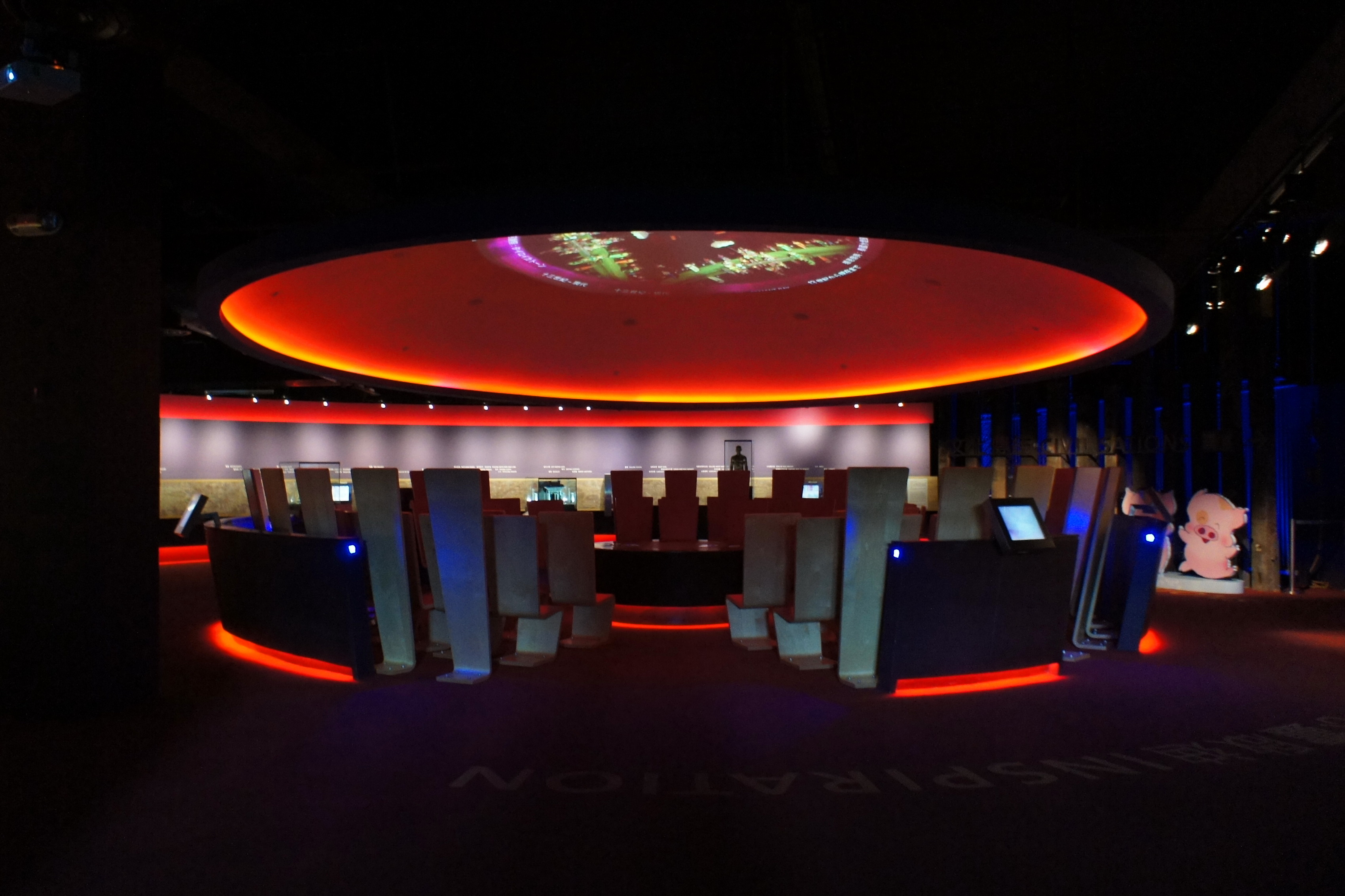
濕地互動世界内的「人類文化」中央影院

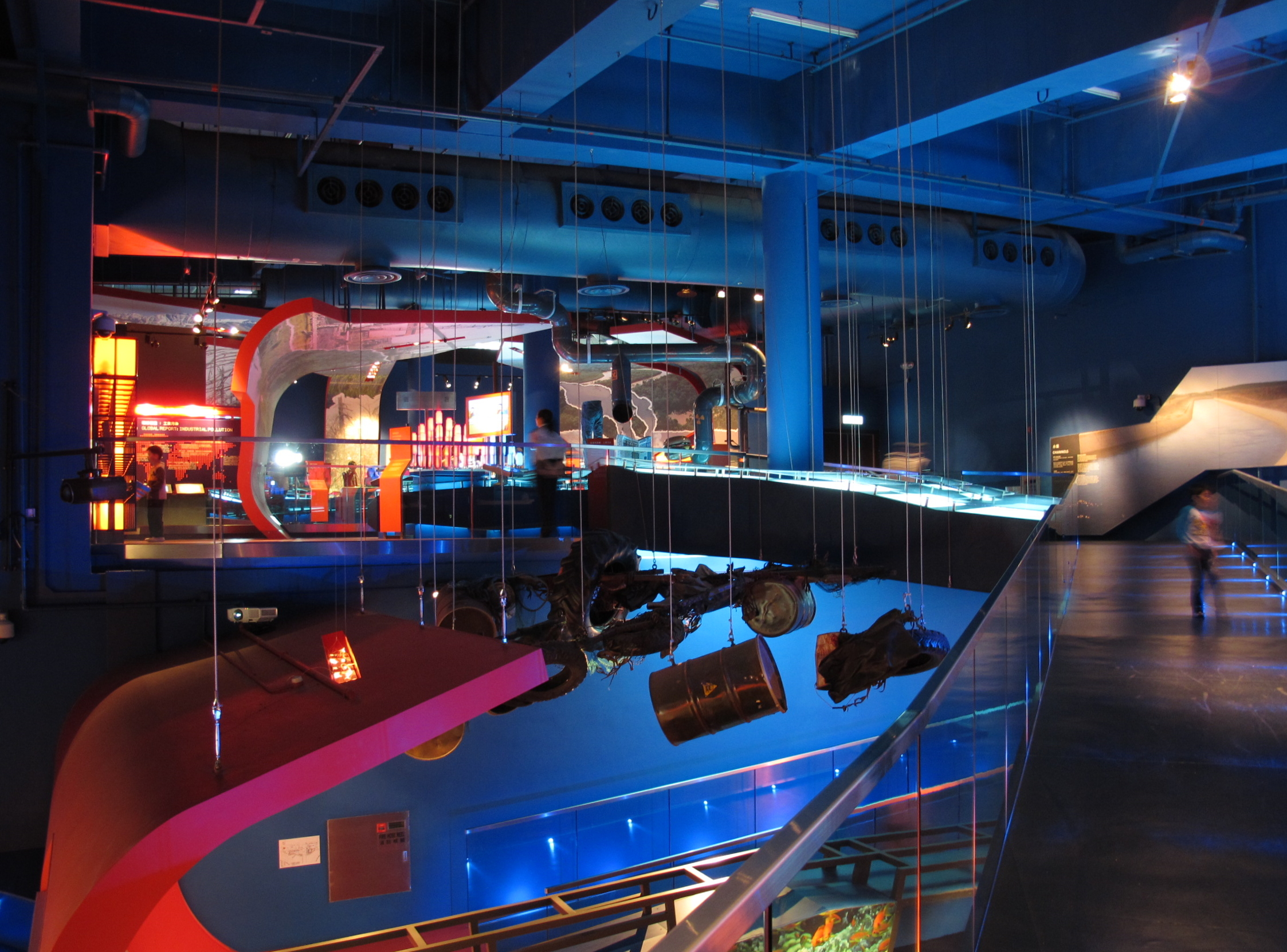
濕地挑戰以互動遊戲引領訪客探索人類活動對全球濕地的威脅

訪客中心在建築時引入不少環境保護的概念。如訪客中心以清水模建造，以減少油漆的使用，中心的上蓋和外牆分別種以草坡及爬牆植物（異葉爬牆虎），目的是可以隔熱，從而減低使用空調所用的電能。另外，訪客中心使用了地源熱泵空調系統，將空調系統使用時所產生的熱能散發在公園的儲水池內。訪客中心設有主題展覽廊、放映室、禮品店、餐廳及室內遊戲區。
訪客中心內一共設有五個展覽廊，依次分別為：
- 濕地知多少
- 濕地世界
- 人類文化
- 觀景廊
- 濕地挑戰（由2022年10月5日起暫停開放）

「濕地世界」內細分為三部份（北地苔原、熱帶沼澤、香港濕地），介紹不同地域的濕地生態。濕地向來與人類息息相關，人類文化便介紹濕地與人類發展的關係。「人類文化」展覽廊宣示濕地對人類的重要性，並以印象化的方式帶出四大主題：文化傳統、生活必需、休閒生活和心靈啟迪。「濕地挑戰」則以互動遊戲引領訪客探索人類活動對全球濕地的威脅。除此之外，訪客中心內亦設有介紹濕地的角色和功能的「濕地知多少」，以及可讓訪客欣賞和觀察戶外淡水沼澤的「觀景廊」。「觀景廊」設有遙距攝影機能把遠處沼澤景物呈現眼前。

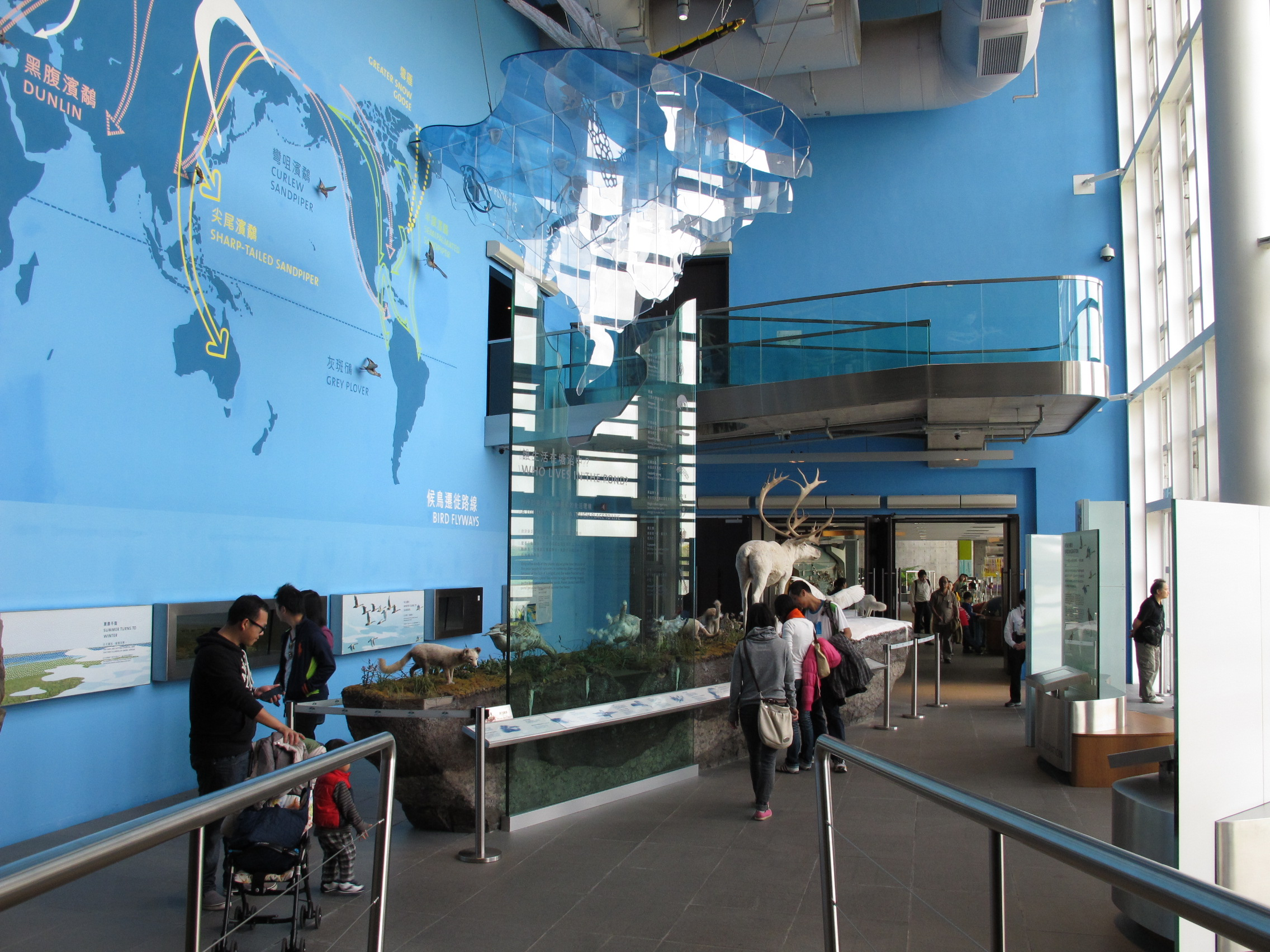
「濕地世界」內的北地苔原
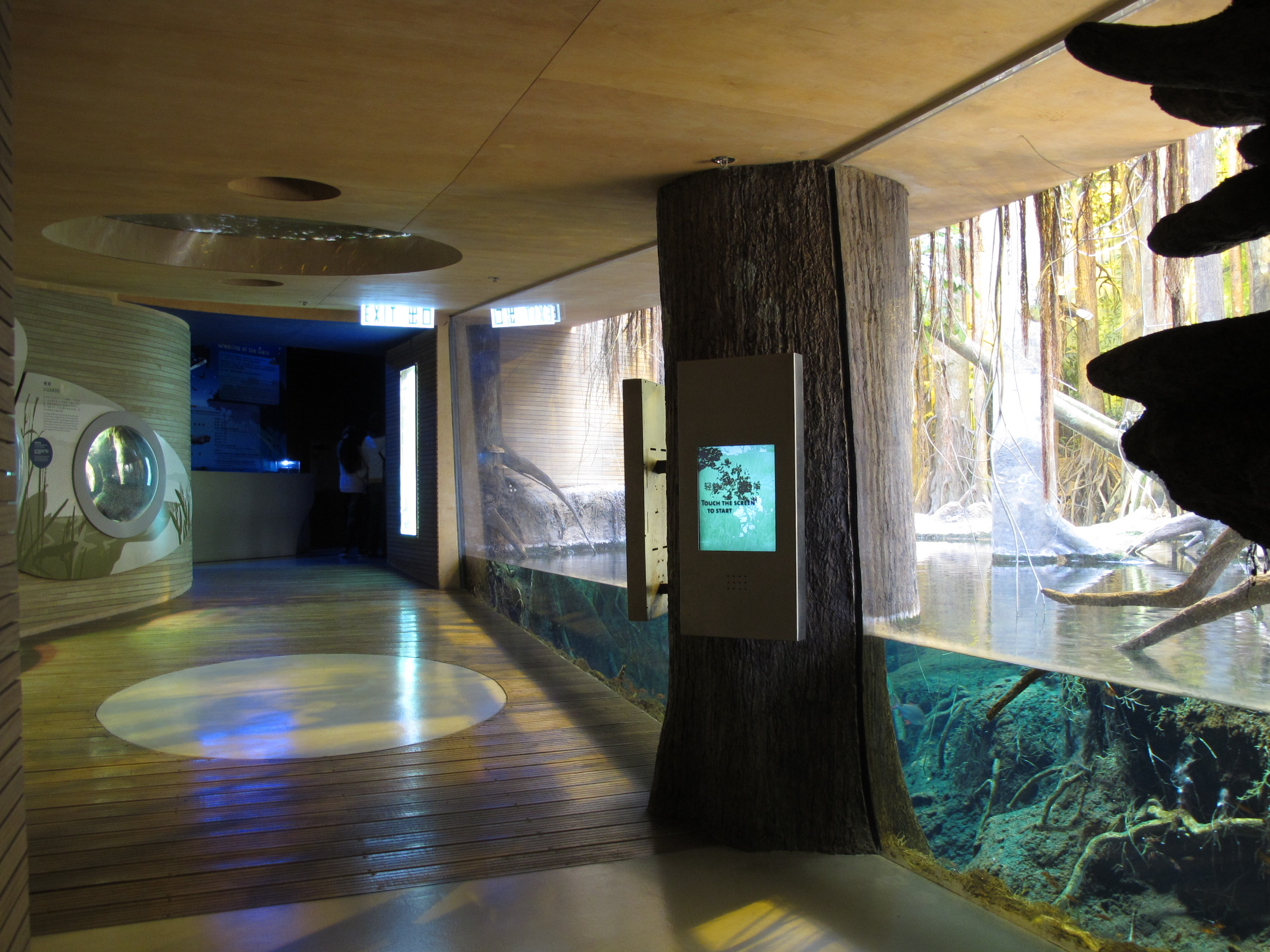
「濕地世界」內的熱帶沼澤
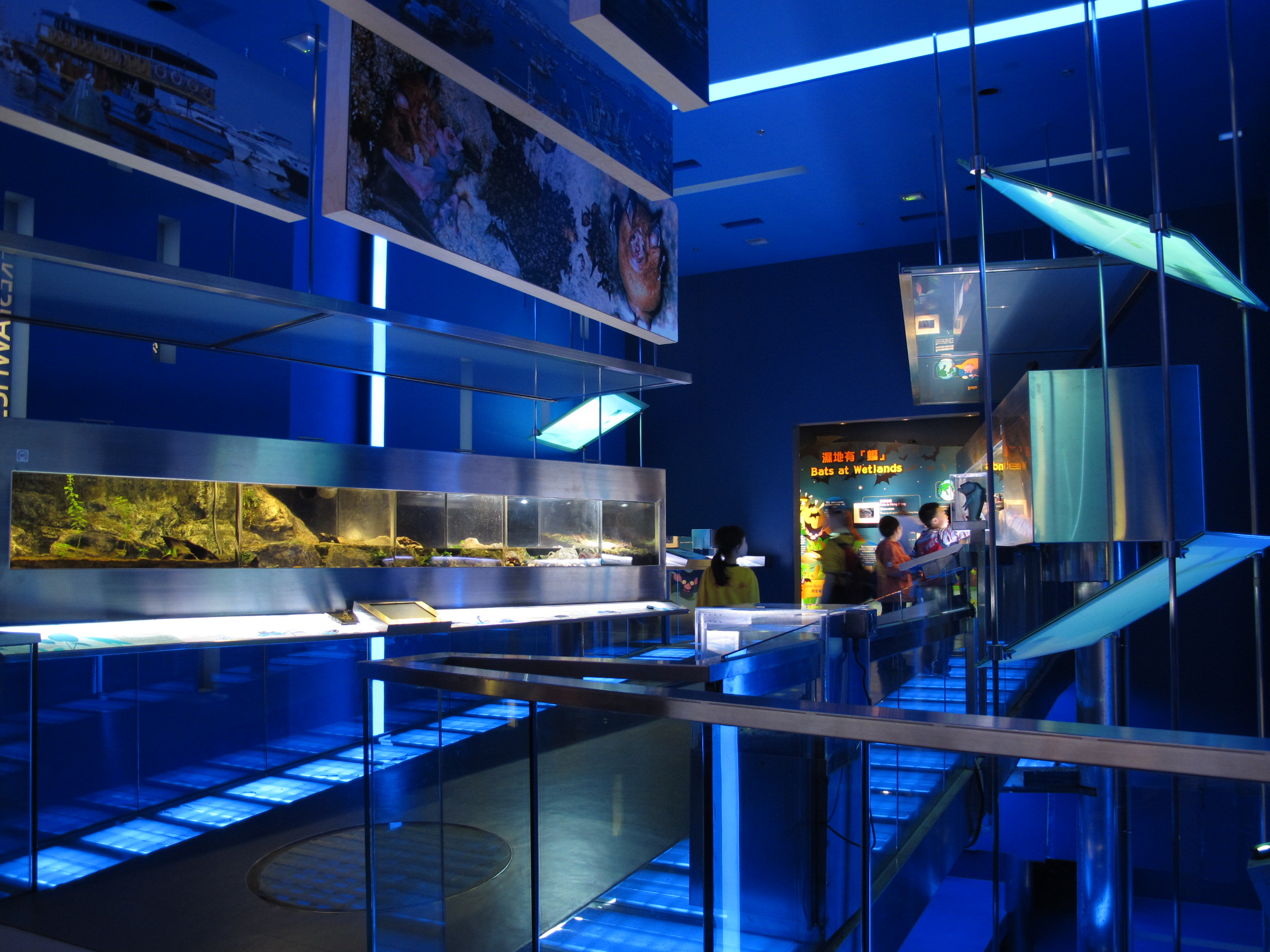
「濕地世界」內的香港濕地
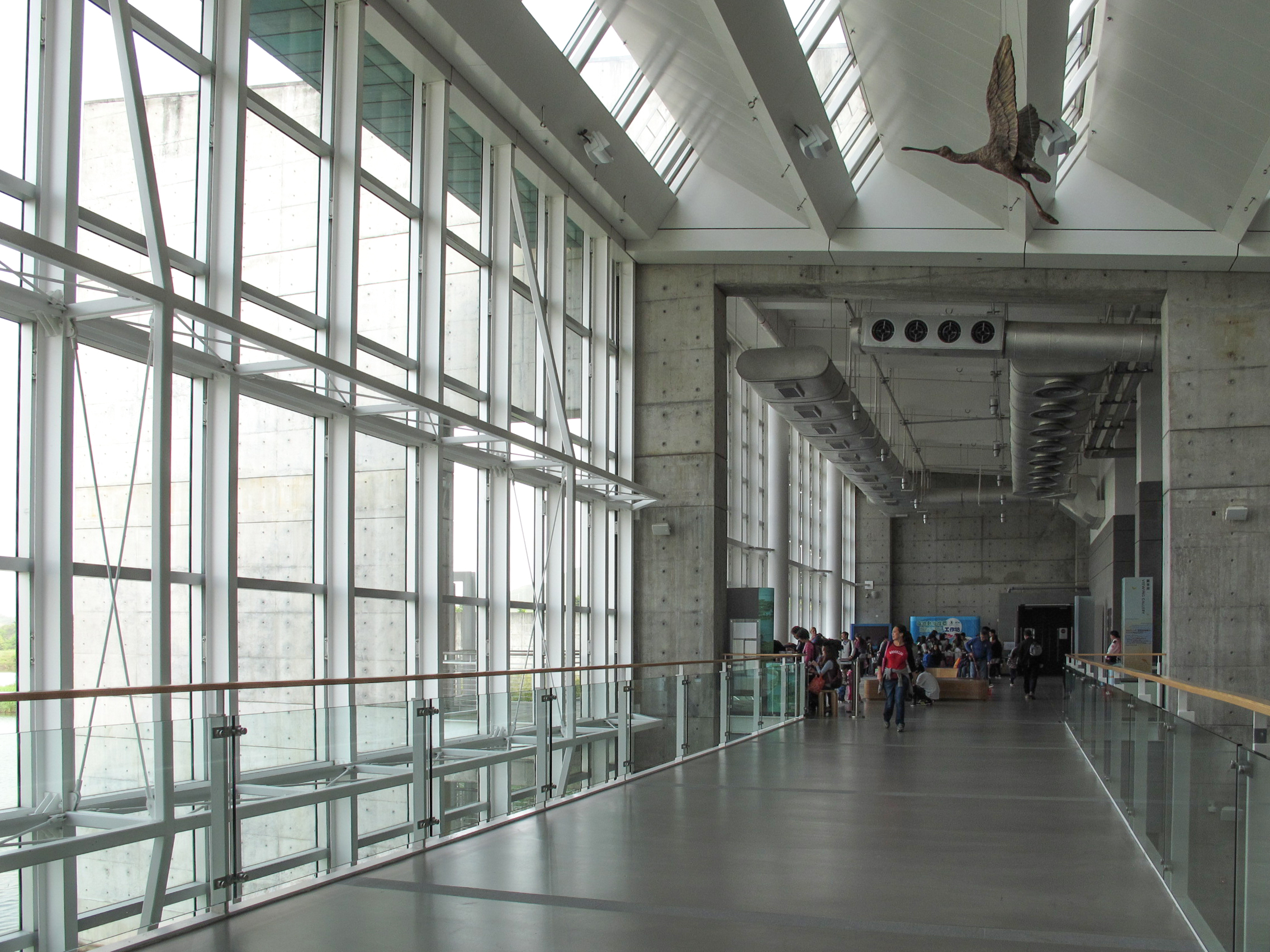
觀景廊

### 商業地方
香港濕地公園的所有商業地方也位於訪客中心內。
- SPOT CAFE餐廳
- 紀念品店（現名為「飛羽軒」，由香港童軍總會承辦，由2022年10月5日起暫停開放）

### 濕地保護區

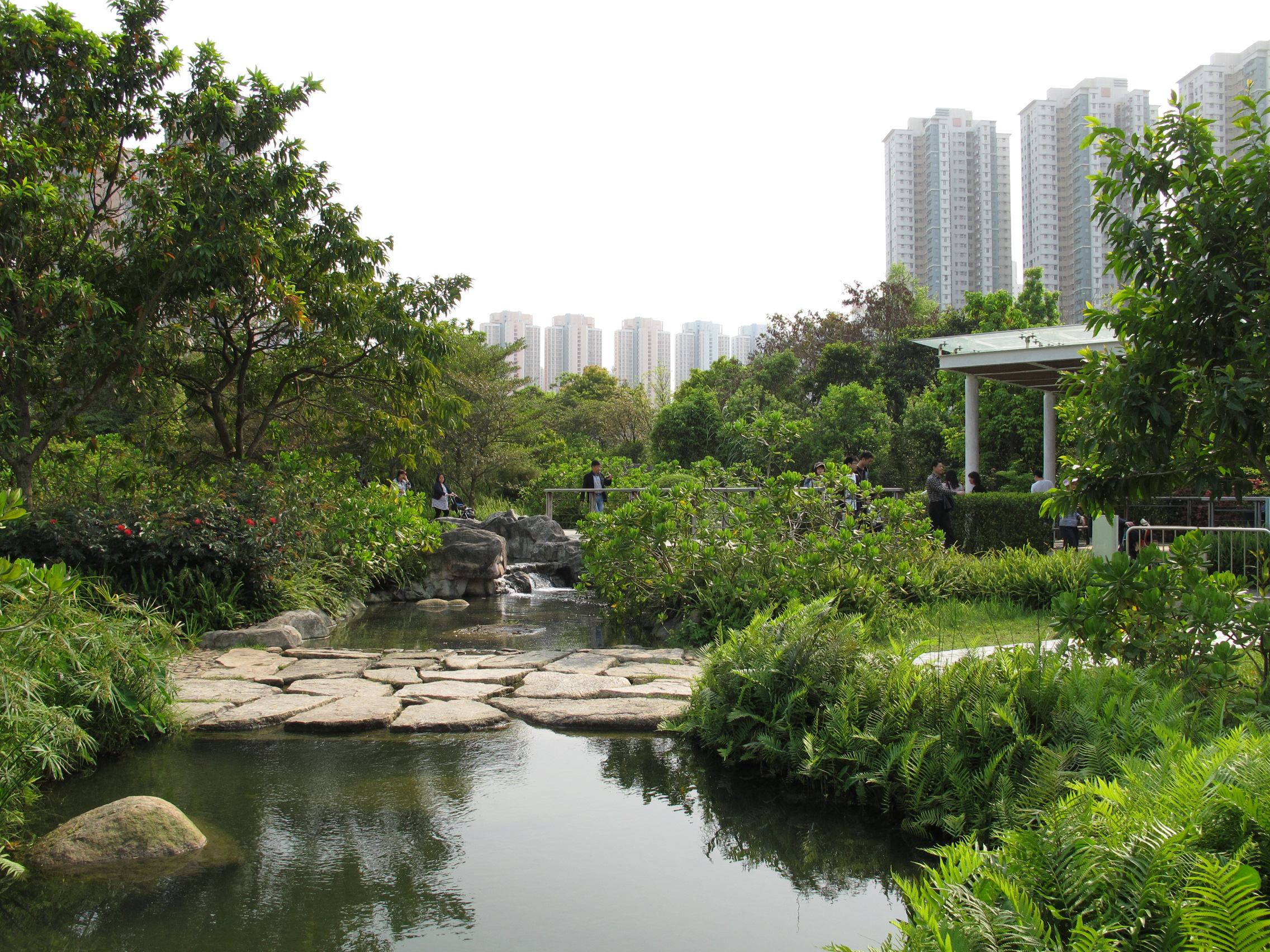
溪畔漫遊徑

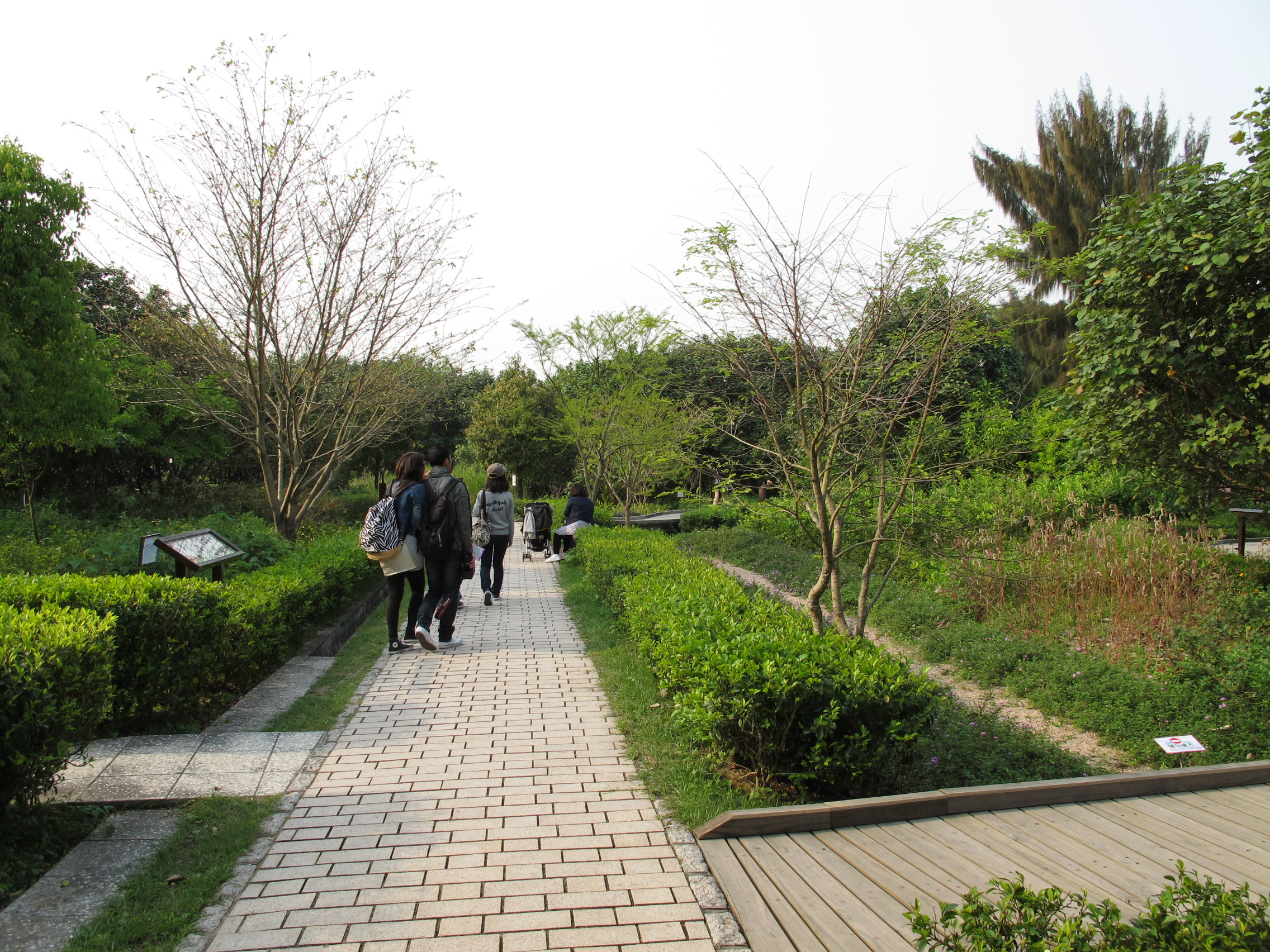
蝴蝶園

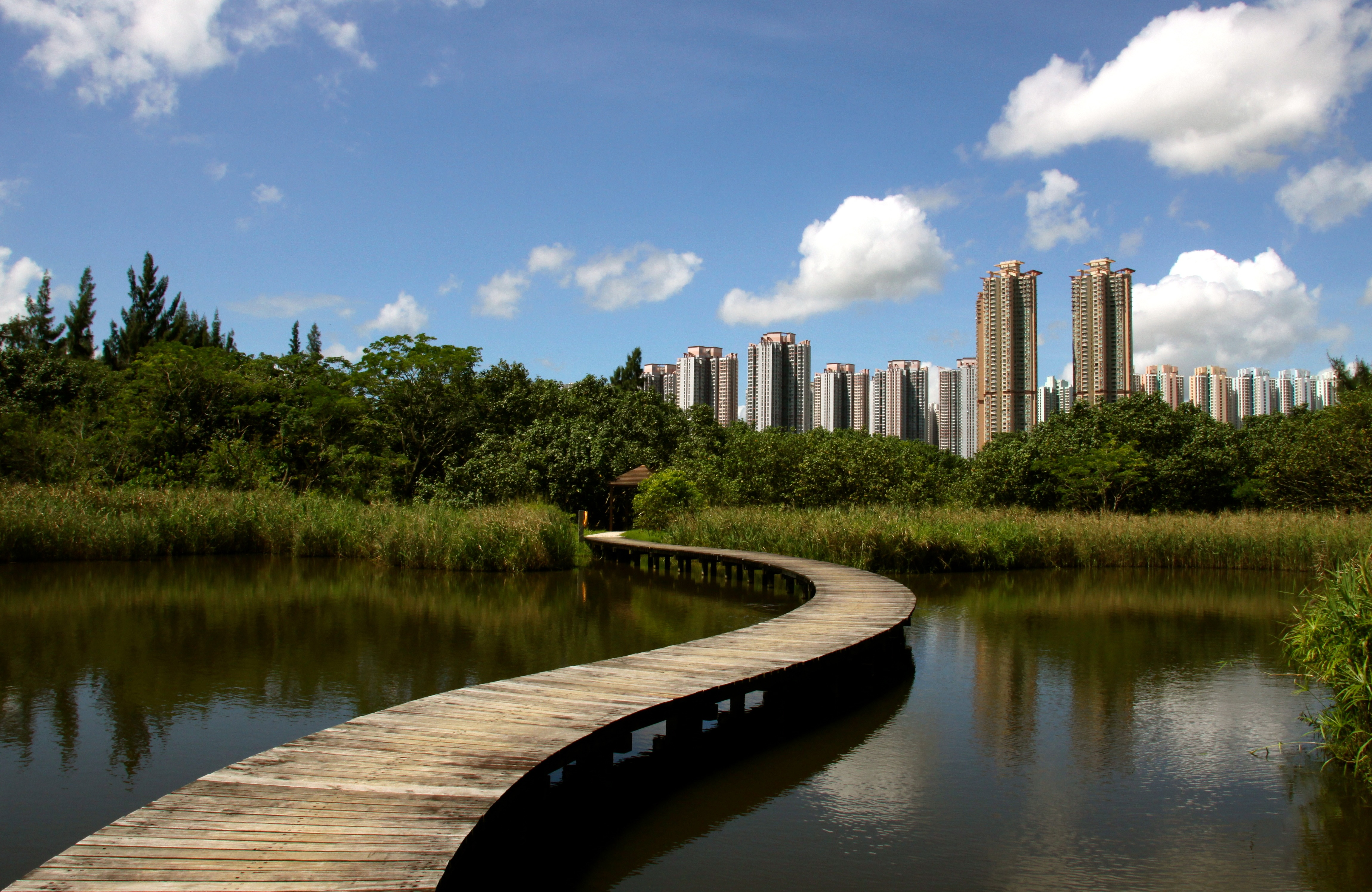
原野漫遊徑

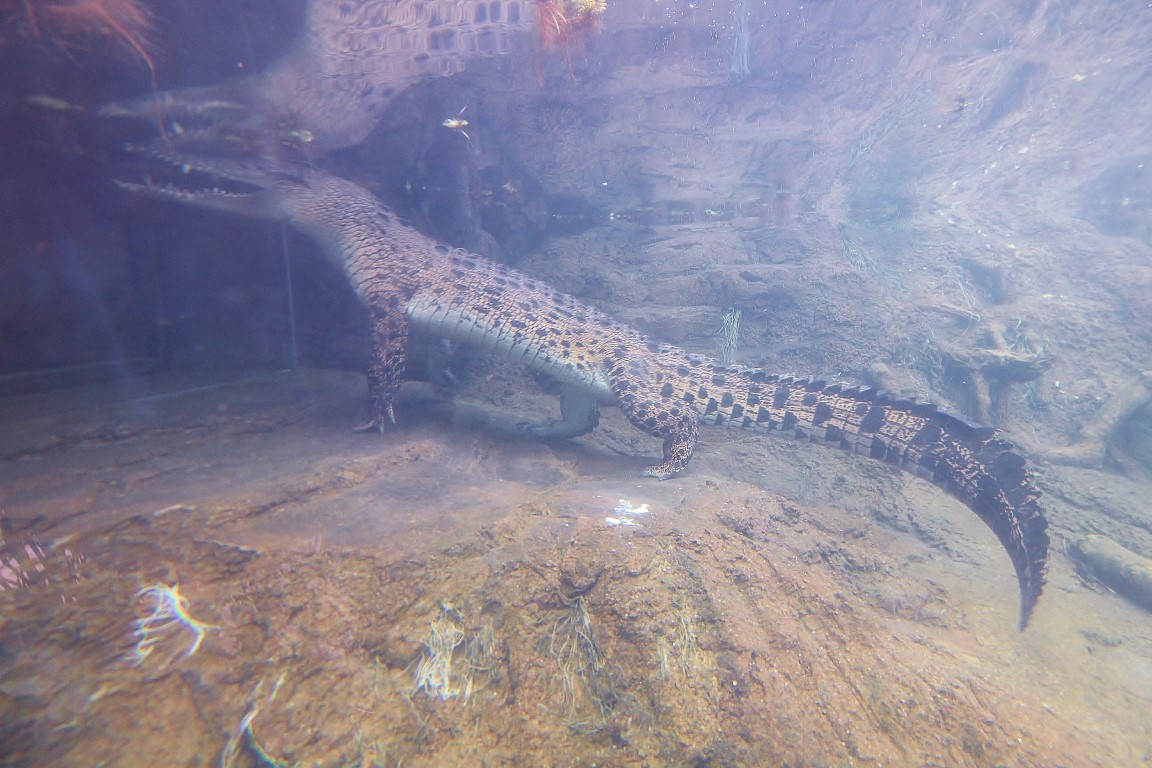
貝貝之家內的貝貝

- 溪畔漫遊徑（Steam Walk）（介紹溪流由上游至下游的生態）
- 濕地探索中心（Wetland Discovery Centre）（設有兩個小型展館，並定期有不同展覽）
- 生態探索區（溪流的縮影，可在此探索生態的奧秘）
- 濕地工作間（展示濕地的農作物）
- 演替之路(Succession Walk)（模擬荒廢的濕地逐漸從開闊水域演變成林地的過程，並介紹生境與生物群落互相影響的關係）
- 河畔觀鳥屋（Riverside Hide）、泥灘觀鳥屋（Mudflat Walk）、魚塘觀鳥屋（Fishpond Hide）
- 紅樹林浮橋（Mangrove Boardwalk）
- 蝴蝶園（Butterfly Garden）
- 原野漫遊徑（Wildsbide Walk）
- 貝貝之家（Pui Pui's Home）

## 獲得獎項
- 香港建築師學會「2000年周年大獎會長獎」（公園第1期）
- 香港建築師學會「2005全年建築大獎」（公園第2期） （页面存档备份，存于）
- 首屆「環保建築大獎」全新建築類別大獎[12]
- 城市土地學會「2007年亞太區卓越獎」
- 香港濕地公園獲由香港郊野公園之友會、國際獅子總會港澳203區及漁農自然護理署舉辦，「香港十大勝景選舉」第三名。[13]
- 2013香港工程師學會21世紀香港十大傑出工程項目
- 香港發展局高空綠化大獎2012 ─ 優異獎 (政府項目)
- 2007美國卓越海濱周年奬勵計劃 ─ 最高榮譽大奬[14]

## 香港濕地公園義工計劃
在2002年，公園成立了一個名為「香港濕地公園義工計劃」的義工組織，目的是加強市民對保護濕地的意識，計劃分為兩部份，分別為濕地保育工作和濕地導覽工作。

## 濕地保育工作
公園的義工會定時參與公園的護理工作，例如植樹、施肥、去除薇甘菊、福壽螺等入侵物種。

### 濕地導覽工作
每逢星期六、星期日及香港公眾假期，公園內會有經訓練的義工，帶領生態導賞團，並向遊客講解生態資料，並於濕地保護區當值，讓遊客更了解濕地的生態知識，從而帶出保護濕地的訊息。

## 入場費
公園的入場費為成人港幣30元，3歲至17歲小童、全日制學生、殘疾人士（及一名同行照料者）及65歲或以上長者港幣15元，3歲或以下小童免費。另外，亦可以申請「多次入場證」，標準票為港幣100元（全年）/50元（半年），優惠票（3歲至17歲小童、全日制學生、殘疾人士及65歲或以上長者）為港幣50元（全年）/25元（半年），「家庭年票」（一套最多4張）為港幣200元（全年）。
- 團體票票價按入場人數而定（可網上訂票）。

團體人數10-19人：成人港幣27元，優惠票港幣13.5元；
團體人數20-29人：成人港幣25.5元，優惠票港幣12.7元；
團體人數30-49人：成人港幣24元，優惠票港幣12元；
團體人數50人或以上：成人港幣21元，優惠票港幣10.5元。

### 開放時間
- 10:00-17:00（售票時間：09:30-16:00）
  - 每日開放，逢星期二休息，若星期二當天為公眾假期（包括農曆年初一至初三）則照常開放。

## 附近建築物及景點
- 俊宏軒
- 慧景軒
- Wetland Seasons Bay
- Wetland Seasons Park
- 流浮山消防局
- 流浮山
- 尖鼻咀
- 米埔自然護理區

## 交通

### 停車場
所有泊車位只可在公園開放時使用：
- 私家車（每小時港幣8元）
- 旅遊巴士（免費提供予當天到訪濕地公園的旅行團 ）
- 單車（45個免費車位，需自備單車鎖）

公園提供的泊車位數量有限，天氣良好的週末及假期經常車位爆滿，市民應盡量使用公共交通工具前往公園或把車輛停泊在鄰近公眾停車場。